# Oswaldo Darío Martínez Betancourt
Oswaldo Darío Martínez Betancourt (Guaitarilla, Nariño, 14 de marzo de 1949) es un político colombiano.

## Biografía
Martínez Betancourt nació en Guaitarilla, Nariño, Colombia en 1949. Es abogado de la Universidad de Nariño y especialista en ciencias sociales.

### Carrera profesional
De 1983 a 1985, Martínez Betancourt ejerció su primer mandato como Senador de la República de Colombia, seguido de tres mandatos electos como Representante a la Cámara entre 1986 y 1998. De 1998 a 2002, el fue reelegido como Senador de Nariño. Corresponde al Partido Liberal Colombiano.
Martínez Betancourt también se ha desempeñado como secretario del alcalde en Nariño, Colombia.